# Areia (ort)
Areia är en ort i Brasilien.   Den ligger i kommunen Areia och delstaten Paraíba, i den östra delen av landet, 1 700 kilometer nordost om huvudstaden Brasília. Areia ligger 546 meter över havet och antalet invånare är 13 824.
Terrängen runt Areia är kuperad åt sydost, men åt nordväst är den platt. Närmaste större samhälle är Esperança, 19,8 kilometer väster om Areia.
Omgivningarna runt Areia är en mosaik av jordbruksmark och naturlig växtlighet. Runt Areia är det ganska tätbefolkat, med 86 invånare per kvadratkilometer.